# Kocherguin
Kocherguin (del ruso: Кочергин), es un jútor del raión de Kurgáninsk del krai de Krasnodar, en Rusia. Está situado en las llanuras de Kubán-Priazov, donde se encuentran con las estribaciones septentrionales del Cáucaso, al sur, 17 km al este de Kurgáninsk y 143 km al este de Krasnodar. Tenía 362 habitantes en 2010
Pertenece al municipio Bezvodnoye.